# Unión Magdalena
Die Asociación Deportiva Unión Magdalena ist ein 1953 gegründeter kolumbianischer Fußballverein aus Santa Marta, der momentan in der ersten kolumbianischen Liga spielt.

## Geschichte
Unión Magdalena wurde 1968 als erster Verein von der Karibik-Küste Kolumbianischer Fußballmeister. Für Unión Magdalena ist dies bislang der größte Erfolg der Vereinsgeschichte. 1989 konnte Unión Magdalena im Pokalwettbewerb, der in jenem Jahr als Alternative zur abgebrochenen Meisterschaft abgehalten wurde, ins Finale vordringen, unterlag dort aber dem Hauptstadtklub Independiente Santa Fe.
Unión Magdalena stieg 1999 zum ersten Mal in die zweite Liga ab. Nach zwei Spielzeiten konnte sich der Verein 2001 in einer gesonderten Aufstiegsrunde von drei Traditionsvereinen den Wiederaufstieg sichern. In der ersten Liga konnte Unión noch vier Mal die Finalrunde erreichen, stieg jedoch 2005 nach zwei schlechten Jahren ab.
Seit dem letzten Abstieg 2005 spielt Unión Magdalena nur noch zweitklassig. Zwischen 2006 und 2009 erreichte der Verein in sieben von acht Halbserien die Finalrunde und 2008 im Torneo Apertura sogar das Finale, welches jedoch gegen Deportivo Rionegro verloren wurde.
Nach 2010 wurden die Leistungen von Unión Magdalena zunächst schwächer. 2012 und 2013 erreichte der Verein dann aber jeweils das Finale des Torneo Apertura, verlor dies 2012 gegen América de Cali und 2013 gegen Uniautónoma FC. In der Hinserie 2014 schied der Verein im Viertelfinale erst im Elfmeterschießen gegen Atlético Bucaramanga aus. In der Rückserie erreichte Unión Magdalena wieder die Gruppenphase, erreichte das Finale jedoch nicht. Auch in der besonderen Aufstiegsrunde für Traditionsvereine der zweiten Liga im Januar 2015 verpasste der Verein den Aufstieg knapp.
In der Saison 2015 konnte Unión Magdalena zwar die Gruppenphase erreichen, wurde jedoch Letzter in der Gruppe B. 2016 verfehlte der Verein die Finalrunde deutlich.
Nach einem schwachen Saisonstart in die Spielzeit 2017 trat im März der argentinische Trainer Gustavo Onaindia zurück. Für ihn wurde Nilton Bernal verpflichtet. Die Apertura 2017 schloss der Verein dann auf Platz 13 ab und verpasste somit den Einzug in die Finalrunde deutlich. Im August 2017 wurde Nilton Bernal durch Harold Rivera ersetzt. Auch in der Finalización 2017 verpasste Unión Magdalena auf dem zehnten Platz den Einzug in die Finalrunde.
Die Spielzeit 2018 verlief sehr erfolgreich für Unión Magdalena. Als offensivstärkstes Team der Liga schloss der Verein die Ligaphase auf dem zweiten Platz ab und konnte die Gruppe B der Finalrunde gewinnen. Als Vizemeister stieg Unión Magdalena zum ersten Mal nach 2005 in die erste Liga auf.
In der ersten Halbserie in der ersten Liga, der Apertura 2019, konnte sich Unión Magdalena direkt als Achter für die Finalrunde qualifizieren, schloss dort jedoch die Gruppe auf dem letzten Platz ab. Für die Rückserie wurde Harold Rivera durch Pedro Enrique Sarmiento ersetzt.

## Stadion
Ab 2018 ist das neue Heimstadion von Unión Magdalena das Estadio Sierra Nevada in Santa Marta, das für die Juegos Bolivarianos 2017 neu gebaut wurde.
Unión Magdalena absolvierte seine Heimspiele ursprünglich im Estadio Eduardo Santos. Das Stadion wurde 1951 eingeweiht und hat eine Kapazität von etwa 23.000 Plätzen. Da es jedoch aufgrund Baufälligkeit geschlossen wurde, spielte der Verein seit 2013 in verschiedenen Stadien, unter anderem in Riohacha, im Estadio Federico Serrano Soto. Zur Saison 2014 wurde ein neues Stadion in Ciénaga gebaut, um wieder in Magdalena spielen zu können. Das Estadio Municipal de Ciénaga hat eine Kapazität von ungefähr 5000 Plätzen. In der Hinserie der Saison 2016 spielte der Verein aufgrund von Konflikten mit der Stadtverwaltung in Ciénaga aber wieder in Riohacha. In der Saison 2017 spielte Unión Magdalena seine Heimspiele im Estadio Diego de Carvajal in Magangué.

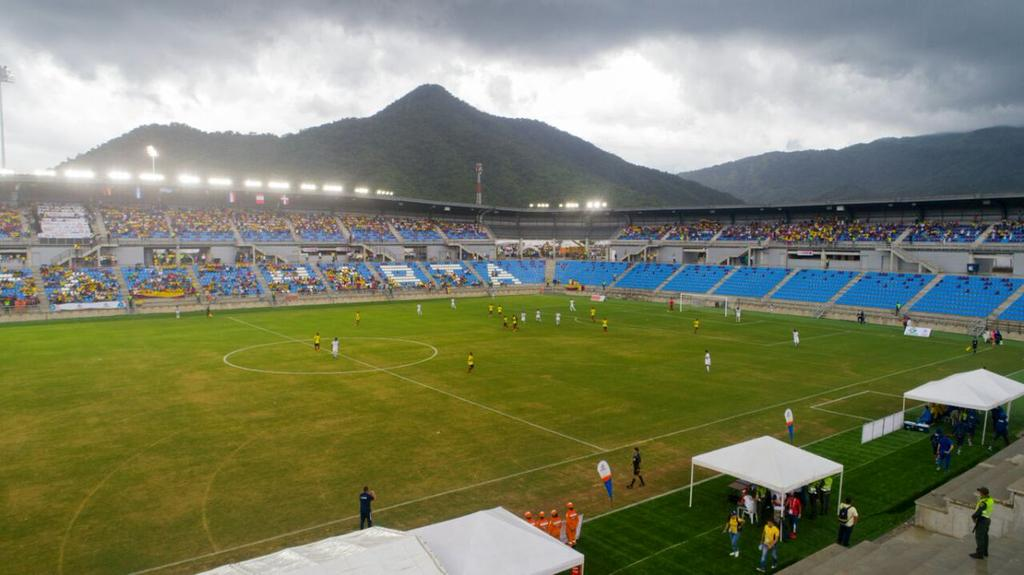
Estadio Sierra Nevada
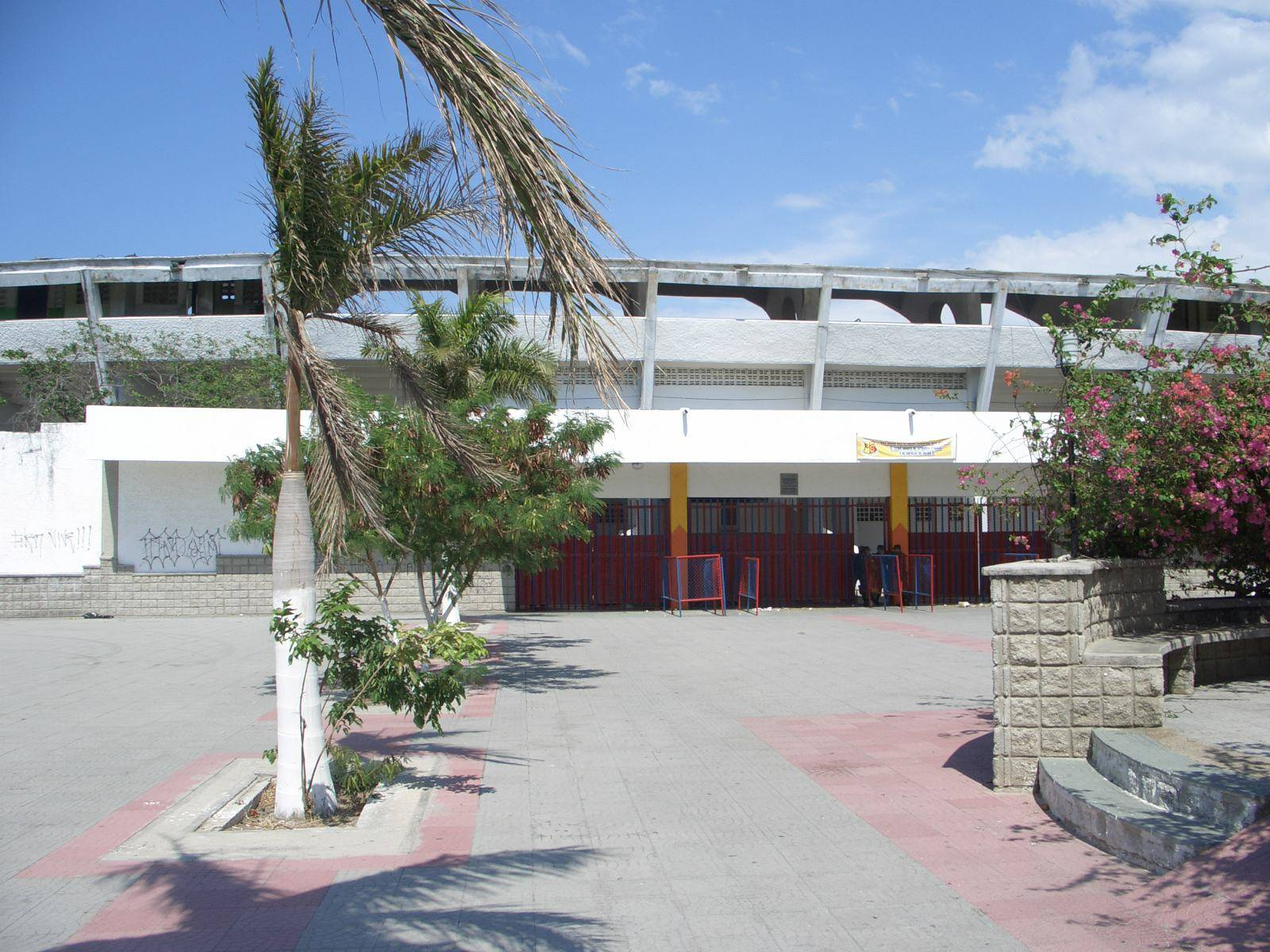
Estadio Eduardo Santos

## Bekannte Spieler
Die kolumbianische Fußball-Legende Carlos Valderrama begann in den Jahren 1981 bis 1983 seine professionelle Spielerlaufbahn bei Unión Magdalena.

## Trainer
- Jorge Luis Pinto (1988–1989, 1994–1997)
- Carlos Alberto (2000–2001)
- Carlos Silva Socarrás (2011–2012)[14]
- Fernando Velasco (2013–2015)[15]
- Carlos Silva Socarrás (2015–2016)[16]
- Gustavo Onaindia (2017)[17]
- Nilton Bernal (2017)[18]
- Harold Rivera (2017–2019)[19]
- Pedro Enrique Sarmiento (2019–)

## Sportlicher Verlauf

### Erfolge
- Meister von Kolumbien: 1968
- Copa Colombia: Finalist 1989

### Saisondaten seit 2000
| Spielzeit                                       | Liga                                 | Ligaebene | Platz       | Finalrunde                 |
| ----------------------------------------------- | ------------------------------------ | --------- | ----------- | -------------------------- |
| 2000                                            | Copa Águila                          | II        | 6.          | 1. Gruppe B 2. Finalgruppe |
| 2001                                            | Copa Águila                          | II        | 4.          | 2. Gruppe B 3. Finalgruppe |
| 2001                                            | Aufstiegsrunde für Traditionsvereine | II        | 1.          | -                          |
| 2002-I                                          | Copa Mustang                         | I         | 7.          | 2. Gruppe A                |
| 2002-II                                         | Copa Mustang                         | I         | 6.          | 3. Gruppe B                |
| 2003-I                                          | Copa Mustang                         | I         | 7.          | 4. Gruppe A                |
| 2003-II                                         | Copa Mustang                         | I         | 3.          | 3. Gruppe A                |
| 2004-I                                          | Copa Mustang                         | I         | 18.         | -                          |
| 2004-II                                         | Copa Mustang                         | I         | 15.         | -                          |
| 2005-I                                          | Copa Mustang                         | I         | 16.         | -                          |
| 2005-II                                         | Copa Mustang                         | I         | 18.         | -                          |
| 2006-I                                          | Copa Premier                         | II        | 1. Gruppe A | 4.                         |
| 2006-II                                         | Copa Premier                         | II        | 6. Gruppe A | -                          |
| 2007-I                                          | Copa Premier                         | II        | 3. Gruppe A | 2. Gruppe A                |
| 2007-II                                         | Copa Premier                         | II        | 3. Gruppe A | 3. Gruppe A                |
| 2008-I                                          | Copa Premier                         | II        | 1. Gruppe A | 1. Gruppe B Finale         |
| 2008-II                                         | Copa Premier                         | II        | 3. Gruppe A | 2. Gruppe B                |
| 2009-I                                          | Copa Premier                         | II        | 4. Gruppe A | 4. Gruppe B                |
| 2009-II                                         | Copa Premier                         | II        | 2. Gruppe B | 3. Gruppe B                |
| 2010                                            | Torneo Postobón                      | II        | 5.          | -                          |
| 2011-I                                          | Torneo Postobón                      | II        | 17.         | -                          |
| 2011-II                                         | Torneo Postobón                      | II        | 13.         | -                          |
| 2012-I                                          | Torneo Postobón                      | II        | 7.          | 1. Gruppe A Finale         |
| 2012-II                                         | Torneo Postobón                      | II        | 12.         | -                          |
| 2013-I                                          | Torneo Postobón                      | II        | 7.          | 1. Gruppe B Finale         |
| 2013-II                                         | Torneo Postobón                      | II        | 15.         | -                          |
| 2014-I                                          | Torneo Postobón                      | II        | 8.          | Viertelfinale              |
| 2014-II                                         | Torneo Postobón                      | II        | 5.          | 3. Gruppe B                |
| 2015                                            | Aufstiegsrunde für Traditionsvereine | II        | 2. Gruppe B | -                          |
| 2015                                            | Torneo Águila                        | II        | 7.          | 4. Gruppe B                |
| 2016                                            | Torneo Águila                        | II        | 13.         | -                          |
| 2017-I                                          | Torneo Águila                        | II        | 13.         | -                          |
| 2017-II                                         | Torneo Águila                        | II        | 10.         | -                          |
| 2018                                            | Torneo Águila                        | II        | 2.          | 1. Gruppe B Vizemeister    |
| 2019-I                                          | Liga Águila                          | I         | 8.          | 4. Gruppe A                |
| 2019-II                                         | Liga Águila                          | I         | 20.         | -                          |
| 2020                                            | Torneo Águila                        | II        | 2.          | 3. Gruppe B                |
| grün unterlegt: Aufstieg rot unterlegt: Abstieg |                                      |           |             |                            |